# Struvenhütten
Struvenhütten est une commune allemande du Schleswig-Holstein, située dans l'arrondissement de Segeberg (Kreis Segeberg), à sept kilomètres au nord-est de la ville de Kaltenkirchen. Struvenhütten est l'une des neuf communes de l'Amt Kisdorf dont le siège est à Kattendorf.